# Крістофер Паоліні
Крістофер Паоліні (англ. Christopher Paolini; нар. 17 листопада 1983) — американський письменник. Він відомий як автор тетралогії «Спадок», яка складається з книг Ерагон, Найстарший, Брісінгр, Спадок. Наразі живе в Перадайз Веллі, штат Монтана, де й написав свою першу книгу.

## Біографія
Народився в Південній Каліфорнії в сім'ї вчительки Таліти Ходжкінсон і колишнього літературного агента Кеннета Паоліні. Має сестру Ангелу Паоліні. Пізніше родина переїхала в Перадайз Веллі, штат Монтана. Крістофер навчався вдома батьками. Будучи дитиною, він часто писав короткі історії і поеми, що служило причиною його частих візитів в бібліотеку, і він дуже багато читав. Розповідав, що нічого не знає з математики, але прочитав три тисячі книг і напам'ять знає весь цикл «Кільце Нібелунгів». Любить дивитися фільми з сімейної кінотеки. На ніч читає твори ірландського поета Шеймаса Гіні (Нобелівський лауреат 1995).
27 травня 2011 Крістофер був нагороджений премією Світових рекордів Гіннеса як наймолодший автор, який продав рекордну кількість книг-бестселерів у світі — Ерагон, Найстарший і Брісінгр розійшлися в понад 25 мільйонах примірників!

## Літературне натхнення
Літературне натхнення Паоліні включає твори Толкіна, Едісона і автора епічної поеми ''Беовульф''. У своєму інтерв'ю Крістофер сказав, що особливо його надихнув до написання Ерагона Брюс Коввіл. Критики вважають, що на молодого автора зробила вплив знаменита трилогія Джона Толкіна «Володар перснів», а також інші відомі книги у стилі фентезі. Деякі рецензенти знаходять у «Ерагон» алюзії й зі «Зоряними війнами» Джорджа Лукаса.

## Екранізації
- «Ерагон» — фільм 2006 року фільму за участю Джона Малковича та Джеремі Айронса. Екранізацію першої книги тетралогії.
- «Ерагон. Найстарший» — фільм-екранізація другої книги тетралогії. В роботі

## Перелік творів
- 2003 — Ерагон
- 2004 — Ерагон. Повернення
- 2008 — Ерагон. Брісінгр
- 2009 — Гід по країні драконів (або Гід по Алагейзії)
- 2011 — Ерагон. Спадщина
- 2017 — Ерагон. Офіційне забарвлення (у співпраці з Кируэло Кабралом) Новий цикл «Перекази Алагейзії»
- 2018 — Вилка, Відьма та Дракон
- 2020 — Спати в морі зірок